# Honoré Michard
Honoré Michard, né le 13 mars 1891 à Gueltas (Morbihan) et mort le 11 novembre 1957 à Loudéac (Côtes-du-Nord), est un homme politique français.

## Biographie
Fils d'un garde-chasse et membre d'une grande fratrie, Honoré Michard est très tôt passionné par la mécanique. Après avoir servi dans l'aviation pendant la première guerre mondiale, il ouvre un garage de machines agricoles à Loudéac, et devient concessionnaire Renault.
Pendant la seconde guerre mondiale, il s'engage dans la résistance et participe à la Libération de la ville.
Élu conseiller municipal, il se présente sur la liste du MRP pour l'élection de la première constituante, en deuxième position, et est élu député. Bien que rétrogradé en troisième position, au profit de Marie-Madeleine Dienesch, en juin 1946, il conserve son siège.
Son expérience parlementaire est cependant peu fructueuse : son activité à l'assemblée est quasiment inexistante, et il décide de ne pas solliciter un nouveau mandat en octobre 1946.
Il s'éloigne ensuite de la vie politique, et meurt dans un accident de chasse, en 1957.